# Melochia mollis
Melochia mollis là một loài thực vật có hoa trong họ Cẩm quỳ. Loài này được (Kunth) Triana & Planch. mô tả khoa học đầu tiên năm 1862.